# Phanerotomella crassa
Phanerotomella crassa är en stekelart som beskrevs av Herbert Zettel 1989. Phanerotomella crassa ingår i släktet Phanerotomella och familjen bracksteklar. Inga underarter finns listade i Catalogue of Life.